# Nikołaj Nikitczenko
Nikołaj Iwanowicz Nikitczenko (ros. Николай Иванович Никитченко, ur. 1902 w Szebiekinie, zm. 12 stycznia 1938 w Kijowie) – radziecki polityk.

## Życiorys
Od 1918 do 1922 służył w Armii Czerwonej, w 1925 został członkiem RKP(b), 1931-1932 był pomocnikiem zarządcy kombinatu metalurgicznego im. Kominternu w Dniepropetrowsku. Od 1932 studiował w Dniepropetrowskim Instytucie Metalurgicznym, od stycznia 1933 do września 1936 był I sekretarzem nowotroickiego rejonowego komitetu KP(b)U w obwodzie dniepropetrowskim, a od września 1936 do 1937 I zastępcą przewodniczącego Komitetu Wykonawczego Dniepropetrowskiej Rady Obwodowej. Od maja do października 1937 był II sekretarzem Komitetu Obwodowego KP(b)U w Dniepropetrowsku, od 3 czerwca 1937 do 27 stycznia 1938 członkiem KC KP(b)U i do października 1937 p.o. przewodniczącego Komitetu Wykonawczego Dniepropetrowskiej Rady Obwodowej. W 1937 został aresztowany podczas wielkiego terroru i następnie rozstrzelany.